# 小腥黑粉菌属
小腥黑粉菌属（学名：Tilletiaria）为小腥黑粉菌科的一个属。

## 物种
本属包括以下物种：
- Tilletiaria anomala Bandoni & B.N. Johri